# Dixième circonscription de Hokkaidō
La dixième circonscription de Hokkaidō (北海道第10区, Hokkaidō dai-jū-ku) est l'une des douze circonscriptions législatives que compte la préfecture de Hokkaidō au Japon.

## Description géographique
Entre 1994 et 2002, la dixième circonscription de Hokkaidō correspond à la seule sous-préfecture de Sorachi, dont les villes de Yūbari, Iwamizawa, Bibai, Ashibetsu, Akabira, Mikasa, Takikawa, Sunagawa, Utashinai et Fukagawa. En 2002, elle se voit adjoindre la sous-préfecture de Rumoi, dont son chef-lieu Rumoi,. Entre 2013 et 2017, elle comprend également les bourgs de Horokanai et Horonobe, respectivement situés dans les sous-préfectures de Kamikawa et Sōya,.

## Députés
| Législature | Début de mandat | Fin de mandat | Député élu            | Parti politique | Parti politique |
| ----------- | --------------- | ------------- | --------------------- | --------------- | --------------- |
| 41e         | 1996            | 2000          | Tadamasa Kodaira (ja) |                 | PDJ             |
| 42e         | 2000            | 2003          | Tadamasa Kodaira (ja) |                 | PDJ             |
| 43e         | 2003            | 2005          | Tadamasa Kodaira (ja) |                 | PDJ             |
| 44e         | 2005            | 2009          | Tadamasa Kodaira (ja) |                 | PDJ             |
| 45e         | 2009            | 2012          | Tadamasa Kodaira (ja) |                 | PDJ             |
| 46e         | 2012            | 2014          | Hisashi Inatsu (ja)   |                 | Kōmeitō         |
| 47e         | 2014            | 2017          | Hisashi Inatsu (ja)   |                 | Kōmeitō         |
| 48e         | 2017            | 2021          | Hisashi Inatsu (ja)   |                 | Kōmeitō         |
| 49e         | 2021            | 2024          | Hisashi Inatsu (ja)   |                 | Kōmeitō         |
| 50e         | 2024            | -             | Hiroshi Kamiya (ja)   |                 | PDC             |